# Templo de Heracles (Agrigento)

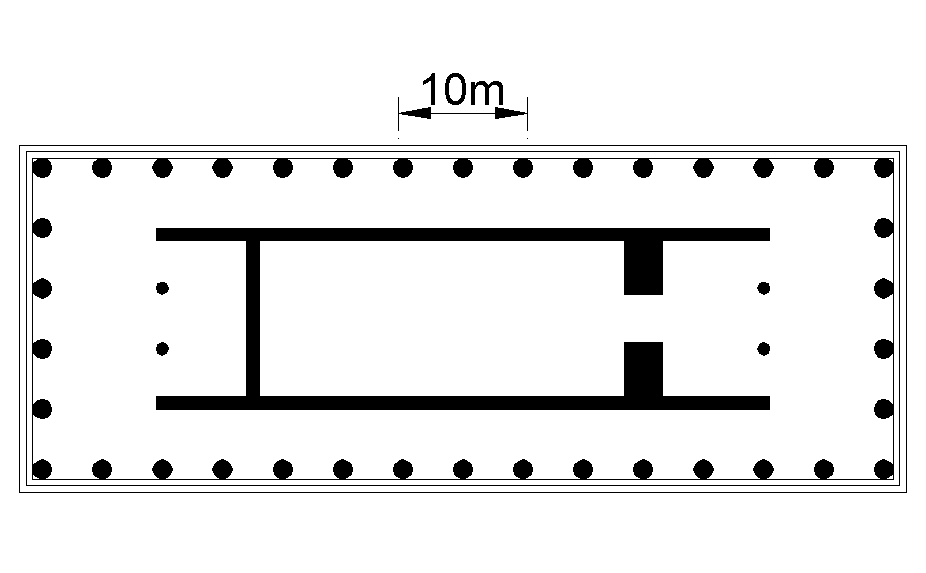
Planta del templo de Heracles

El templo de Heracles, también llamado templo de Hércules (por el nombre romano del héroe) es un templo griego de la antigua ciudad de Akragas, situado en el Valle de los Templos en Agrigento.
El edificio, de estilo dórico arcaico, se encuentra en la colina de los templos, en un montículo rocoso cerca de la Villa Aurea. El nombre de templo de Heracles es de atribución moderna, basado en la mención de Cicerón de un templo dedicado al héroe non longe a foro ("no lejos del ágora") (Verrine II 4.94), que contenía una famosa estatua de Heracles. No se ha demostrado todavía que el ágora de Akragas estuviese en esta área, pero la identificación está generalmente aceptada.

## Historia
La cronología tradicionalmente aceptada identifica el templo como el más antiguo de Akragas, fechado en los últimos años del siglo VI a. C. Esta datación está basada en características estilísticas, especialmente sus proporciones, el número de columnas, y el perfil de las mismas y de sus capiteles. Aun así, algunas fuentes vinculan el templo con la actividad de Terón (tirano de Akragas del 488 al 473-2 a. C.), ya que presentaría innovaciones en compararon con la arquitectura del siglo VI a. C. En ese caso, podría identificarse con el templo de Atenea recordado por Polieno (Estratagemas, 6.51) en relación con la actividad edificatoria de Terón tras su toma de poder.
Los restos del entablamento constituyen un problema para la datación del templo, ya que existen dos tipos de cimacios laterales con canalones y cabezas de león: el primero, peor conservado que el otro, fechado en el 460 a. C., y el segundo, de mediados del siglo V a. C. Probablemente, el primer cimacio es el original y fue reemplazado por el segundo unas cuantas décadas más tarde por razones desconocidas. Por lo tanto, es posible que la fundación del templo se remonte a unos años antes de la Batalla de Hímera (480 a. C.), y su finalización habría tenido lugar una década más tarde o poco tiempo después.
El edificio fue restaurado durante el periodo romano con algunas modificaciones, en concreto la división del naos en tres partes, lo cual podría indicar una dedicación a varias divinidades. En el siglo XX, la intervención de los restauradores ha permitido reconstruir nueve de las columnas en el lado sureste a través de la anastilosis, así como parte del entablamento y algunos de los capiteles.

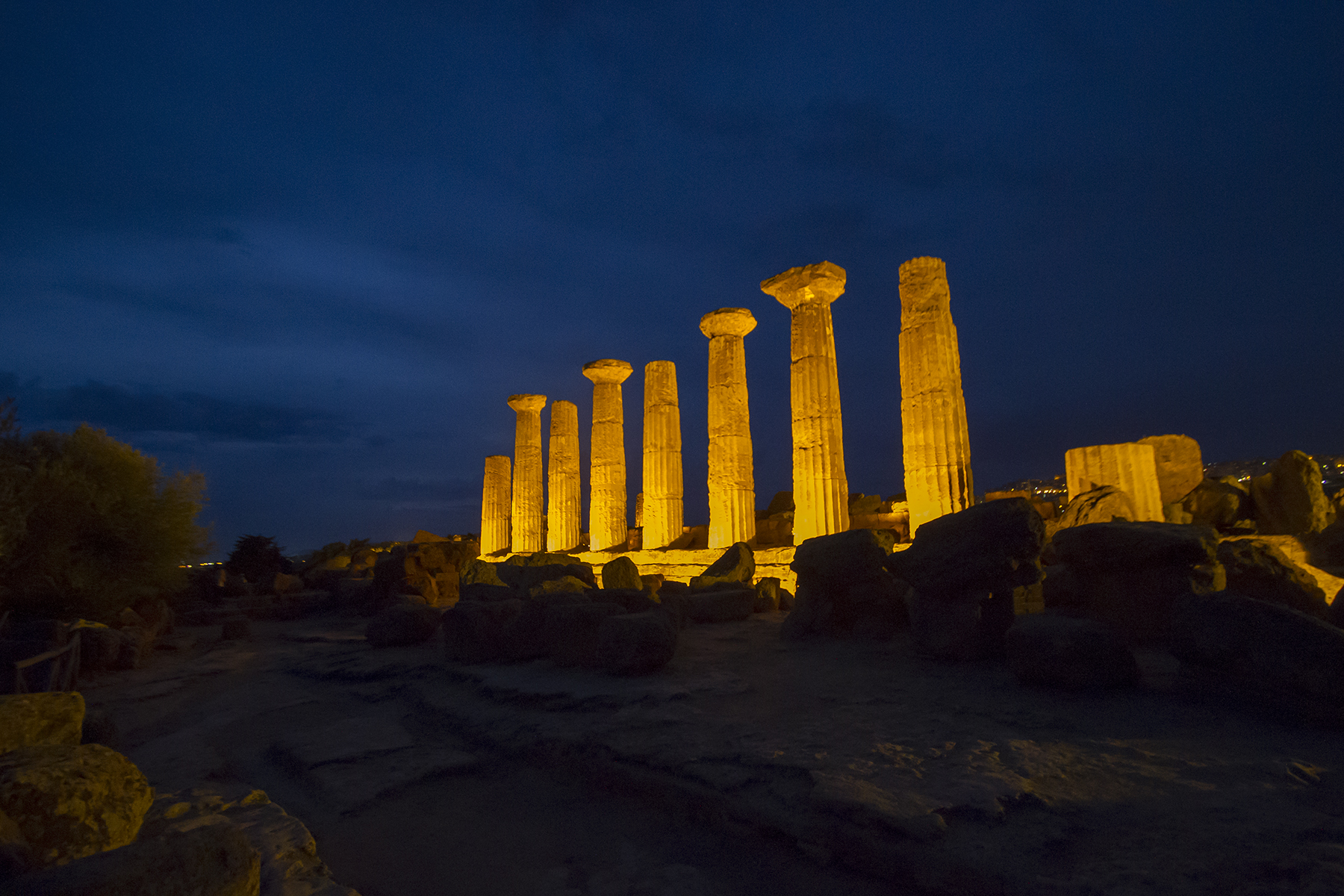
Columnas del templo de Heracles

## Características arquitectónicas
El edificio está asentando sobre un crepidoma de tres escalones, que a su vez se levanta sobre una subestructura en sus lados norte y oeste, debido a la irregularidad del terreno.  Es un templo períptero de proporciones inusualmente alargadas (67 metros de longitud y 25.34 metros de anchura), con seis columnas en sus frentes cortos (hexástilo) y quince columnas en las fachadas largas. Dentro del perístasis hay un largo naos, provisto de un pronaos delante y un opistodomos detrás, ambos in antis (llamado así porque las dos columnas del pórtico quedan enmarcadas por dos paredes laterales llamadas antas). Los restos del naos parecen indicar que la destrucción del edificio fue causada por un terremoto.
En el muro de separación entre el pronaos y el naos se aloja una escalera interna para la inspección del techo, lo cual era una característica típica de los templos de Akragas. Las altas columnas están coronadas por anchos capiteles, con una profunda separación entre el fuste y el equino. Esto podría indicar, junto con el alargamiento del naos y la gran separación de sus columnas, el relativo arcaísmo del edificio, que precedería en al menos treinta años a otros templos perípteros de Akragas. En el lado este del templo se encuentran los restos del gran altar del templo.